# Живи і дай померти (роман)
«Живи і дай померти» (англ. Live and Let Die) — другий роман Яна Флемінга про пригоди британського агента Джеймса Бонда.

## Сюжет
М, начальник Агента британської секретної служби, відряджає Джеймса Бонда до Нью-Йорка для розслідування справи про продаж золотих монет XVII століття для фінансування радянських шпигунських операцій в Америці. Ці золоті монети ймовірно є частиною скарбу, який пірат Генрі Морган закопав на Ямайці.
У Нью-Йорку Бонд зустрічається зі своїм колегою з ЦРУ, Феліксом Лейтером. Вони переживають вибух бомби, закладеної у місці зустрічі, та відвідують в Гарлемі нічні клуби Містера Біґа, причетного до продажу монет, але їх схоплюють. Бонда допитує Містер Біґ, який використовує свою співробітницю-ворожку Солітер, щоб з'ясувати, чи каже Бонд правду. Солітер бреше Містеру Біґу, підтверджуючи вигадану Бондом історію. Містер Біґ вирішує звільнити Бонда та Лейтера, але Бонду ламають один палець. Йдучи, Бонд вбиває поплічника Містера Біґа. Лейтера тим часом звільняє інший учасник банди Біґа, який співчуває йому через спільну любов до джазу (Лейтер написав про джаз декілька статей до газети «Нью-Йорк Амстердам Ньюз»).
Солітер покидає Містера Біґа та зв'язується з Бондом. Обоє вирушають до Сент-Пітербурга, штат Флорида, де зустрічає Лейтера. Там Бонд і Лейтер оглядають один зі рибних складів Містера Біґа. Солітер викрадають поплічники Містера Біґа. Пізніше Лейтер повертається на склад сам, його схоплюють і збираються стратити, скинувши в резервуар акулі. Лейтер втрачає ногу, проте виживає. Бонд знаходить його на коспіративній квартирі.
Потім Бонд сам досліджує склад і виявляє, що Містер Біґ контрабандою перевозить золоті монети, ховаючи їх на дні акваріумів з отруйною тропічною рибою. На складі на нього нападає стрілець Містера Біґа, та в результаті перестрілки Бонд перехитрує зловмисника і змушує його впасти в акваріум з акулою.
Бонд продовжує свою місію на Ямайці, де зустрічає місцевого рибалку Кворела та Джона Стренґвейза, керівника місцевого відділення MI6. Кворел навчає Бонда підводному плаванню. Бонд завдяки цьому дістається до острова Містера Біґа, оточеного хижими рибами, яких приваблює бій барабанів вуду. Перш ніж Бонда схопив Містер Біґ, шпигун встигає встановити на його яхту бомбу. Бонд возз'єднується з Солітер; наступного ранку Містер Біґ прив'язує пару до мотузки позаду своєї яхти та планує перетягнути їх через мілководний кораловий риф у глибші води, щоб там їх з'їли акули та баракуди.
Коли яхта пропливає над рифом, бомба вибухає. Містер Біґ, який вижив після вибуху, опиняється в глибоких водах, де його з'їдають акули та баракуди.

## Персонажі
- Джеймс Бонд / Агент 007 — головний герой
- Містер Біґ / Буонапарте Іґнацій Ґаллія — головний лиходій
- Солітер — дівчина Бонда
- Хи-Хи Джонсон — другорядний лиходій
- Фелікс Лейтер — друг Бонда
- М — начальник Бонда
- Кворрел — союзник Бонда
- Шепотун — другорядний лиходій
- Джон Стренґвейз — союзник Бонда
- Міс Маніпенні — секретарка М

## Екранізації
Фільм «Живи і дай померти» став дебютом для Роджера Мура в ролі Джеймса Бонда. Цікаво, що деякі сцени з книги потрапили в інші фільми: сцена, де Бонда і Солітер тягнуть за катером на канаті, з'явилася у фільмі «Тільки для ваших очей» (1981), а епізод з Феліксом Лайтер і акулою перекочував в «Ліцензію на вбивство» (1989). У знятому в 1973 р фільмі, з книги використані лише загальні сюжетні лінії та імена персонажів. У фільмі справжнє ім'я лиходія — доктор Кананга, і замість золотих монет він займається розповсюдженням героїну. Рози Карвер, чорношкірого агента Гарольда Страттера і луїзіанського шерифа Дж. У. Пеппера в книзі не було.

## Українські переклади
- Ієн Флемінг, Живи і дай померти. Переклад з англійської: Ірина Бондаренко. Тернопіль: НК-Богдан. 2019. 256 стор. ISBN 978-966-10-5523-9

## Див. Фільми
- «Живи і дай померти» — 1973 — Бонда грає Роджер Мур
- «Тільки для ваших очей» — 1981 — Бонда грає Роджер Мур
- «Ліцензія на вбивство» — 1989 — Бонда грає Тімоті Далтон